# Thomas Dominicus Regout
Thomas Dominicus Regout (Maastricht, 17 maart 1805 - 4 juli 1862) was een Nederlands industrieel, die bekend is als mede-oprichter en naamgever van het nog bestaande metaalverwerkende bedrijf Thomas Regout (International) B.V.

## Biografische schets
Thomas Dominicus Regout stamde uit een geslacht van Maastrichtse handelaren in kristal en aardewerk, de familie Regout. Hij werd geboren te Maastricht als derde zoon van Petrus Leonardus Dominicus Regout (1765-1814) en Maria Gertrudis Nijsten (1766-1835). Het gezin telde vier andere kinderen: Petrus Laurentius Regout (1801-1878), Johannes Thomas Regout (1803-1871) en twee kinderen die jong overleden. Zijn oudste broer Petrus (I) Regout was de oprichter van de kristal-, glas- en aardewerkfabrieken Petrus Regout & Co., later De Sphinx. Petrus werd de pater familias van een groot nageslacht van industriëlen en politici, die uiteindelijk ook het bedrijf van Thomas Regout zouden overnemen. Over de middelste zoon Jean is weinig bekend. Hij zette waarschijnlijk de kristal- en aardewerkwinkel van zijn ouders in de Nieuwstraat voort. Jean bleef ongetrouwd en had geen nageslacht.
Thomas trouwde in 1836 met Jeannette Ghysen. Het echtpaar kreeg zeven kinderen. Thomas was evenals zijn broer Petrus lid van de gemeenteraad in Maastricht (jaartal onbekend).

## Loopbaan
Thomas Regout werd in 1834 mede-eigenaar van de Nieuwe Nederlandsche spijkerfabriek van P. en T. Regout en J.G. Lambriex, een fabriek van spijkers en draadnagels, die door zijn oudere broer Petrus en een zwager, J.G. Lambriex, die meester-slotenmaker was, eerder dat jaar was opgericht. De fabriek was gelegen op het terrein van de kristalslijperij en glasfabriek van P. Regout & Co. aan de Boschstraat in het centrum van Maastricht. Twee jaar later kwam daar nog een aardewerkfabriek bij. Dat deze fabrieken juist in deze tijd werden opgericht, midden in de roerige periode van de Belgische Opstand (1830-1839), is opmerkelijk. Het conflict speelde de ondernemers in zekere zin juist in de kaart, want de Nederlandse overheid wilde niet afhankelijk zijn van de Waalse spijkerfabrikanten en de ondernemers hadden daardoor minder last van buitenlandse concurrentie. Bovendien boden ze werkgelegenheid aan de inwoners van de geïsoleerde stad.
Na een stormachtige beginperiode moest de fabriek na 1839 concurreren met Belgische spijkerfabrieken. Vanaf 1843 was Thomas Regout enige directeur van de Spijkerfabriek Thomas Regout, later Maastrichtsche Spijker- en Draadnagelfabriek genoemd. Het bedrijf verhuisde in dat jaar naar een nieuwe locatie in de Drieëmmerstraat (nabij de Gubbelstraat). De fabriek haalde in 1851 nog slechts een kwart van de omzet van 1839, maar geleidelijk kon de productie worden gemechaniseerd en steeg de omzet weer. Vooral de fabricage van draadnagels vanaf 1857 bleek succesvol.
De vroege dood van Thomas Regout in 1862 betekende een inzinking voor de fabriek. Nadat in 1870 Thomas' neef en schoonzoon Eugène Regout (1831-1908) de directie overnam, ging het weer beter. Eugène was de derde zoon van Petrus Regout en was al vanaf 1849 vennoot in het bedrijf, maar door zijn (tweede) huwelijk met Thomas' dochter Léonie in 1864 werd hij de gedoodverfde opvolger van Thomas. Ook een andere schoonzoon, de bierbrouwer J. Henri Rutten (1833-1900), speelde vanaf 1870 een rol in het bedrijf. 

## Nalatenschap
De belangrijkste nalatenschap van Thomas Regout is het bedrijf dat hij meehielp opbouwen en waaraan hij jarenlang leiding gaf, de N.V. Maastrichtsche Spijker- en Draadnagelfabriek v/h Thomas Regout & Co., tegenwoordig aangeduid als Regout Group. Van de oorspronkelijke gebouwen op het terrein aan de Boschstraat en de latere fabriek aan de Drieëmmerstraat is niets meer over. Laatstgenoemde straat verdween in fasen in de jaren dertig en vijftig voor de bouw van de Wilhelminabrug en de stadskantoren. Ook het vermoedelijke woonhuis van het gezin Regout-Ghysen aan de Markt nr. 45 verdween bij die werkzaamheden. De buitenplaats Romerhof van Thomas Regout te Limmel, die hij in 1835 erfde van zijn moeder, werd in 1869 door zijn zoon verkocht. In 1898 werd de hoeve door brand verwoest, maar nog in hetzelfde jaar herbouwd als hoeve Rome.
Van Thomas Regout zijn diverse fotoportretten en een geschilderd portret in een ovalen lijst bewaard gebleven. Van dat laatste is niet bekend wie de schilder is. Bijzonder is een familieportret van het gezin Regout-Ghysen met drie kinderen en de moeder van Jeannette Ghysen. Deze daguerreotypie dateert waarschijnlijk uit 1844 en behoort tot de vroegste portretfoto's in Nederland. In een teruggespiegelde versie (zie hieronder) is de centrale figuur van de grootmoeder met een van de kinderen in de jaren 1970-1980 weggeknipt en de haardos van de vader bijgewerkt.
In een mergelgroeve in de Sint Pietersberg schreef Thomas Regout in 1841 met rood krijt zijn naam en het jaartal op de mergelwand.

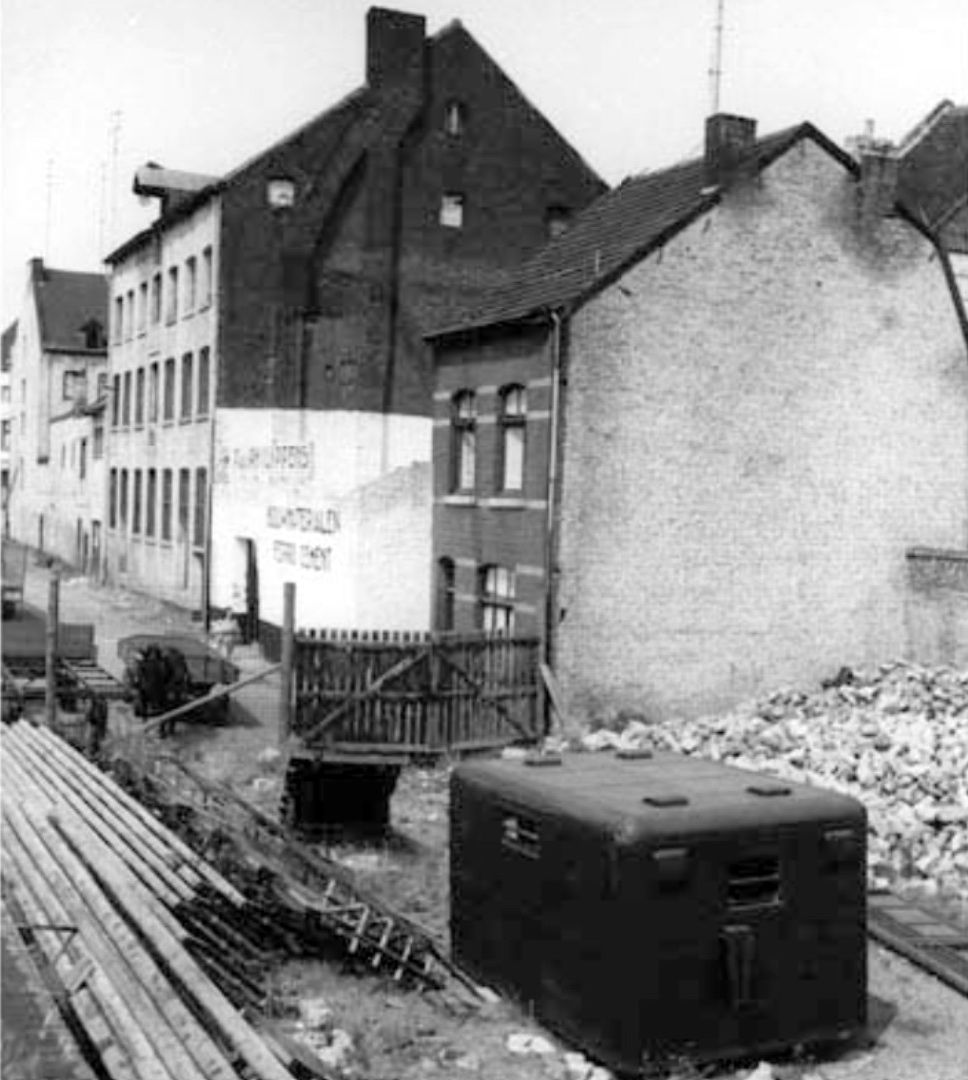
De spijkerfabriek in de Drieëmmerstraat in de jaren 1950, kort voor de sloop
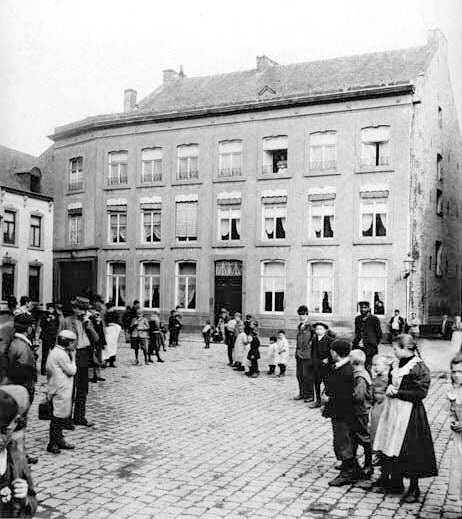
Vermoedelijk woonhuis van het gezin Regout-Ghysen, Markt 45, ca. 1900
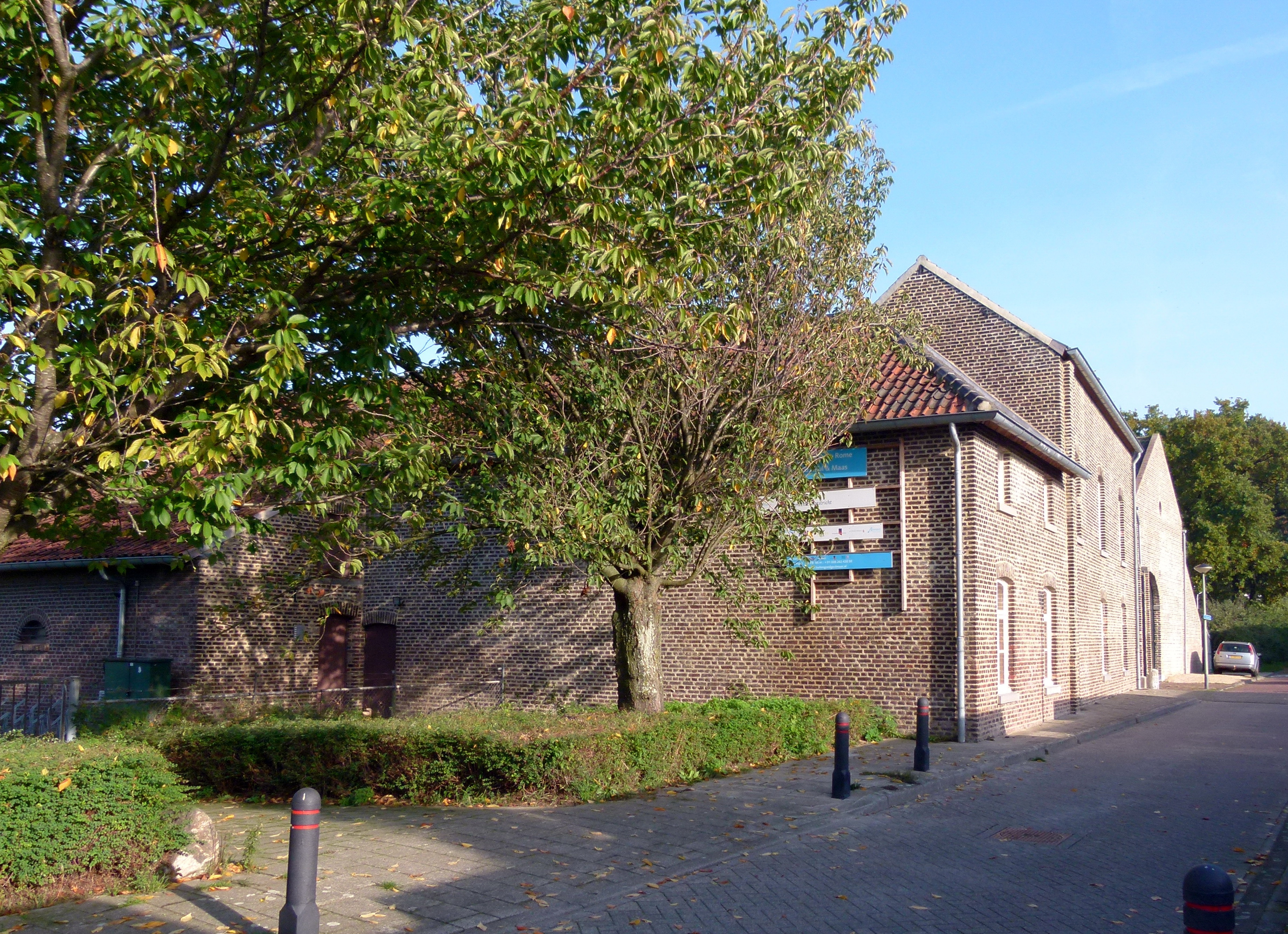
Hoeve Rome in Limmel, 2019
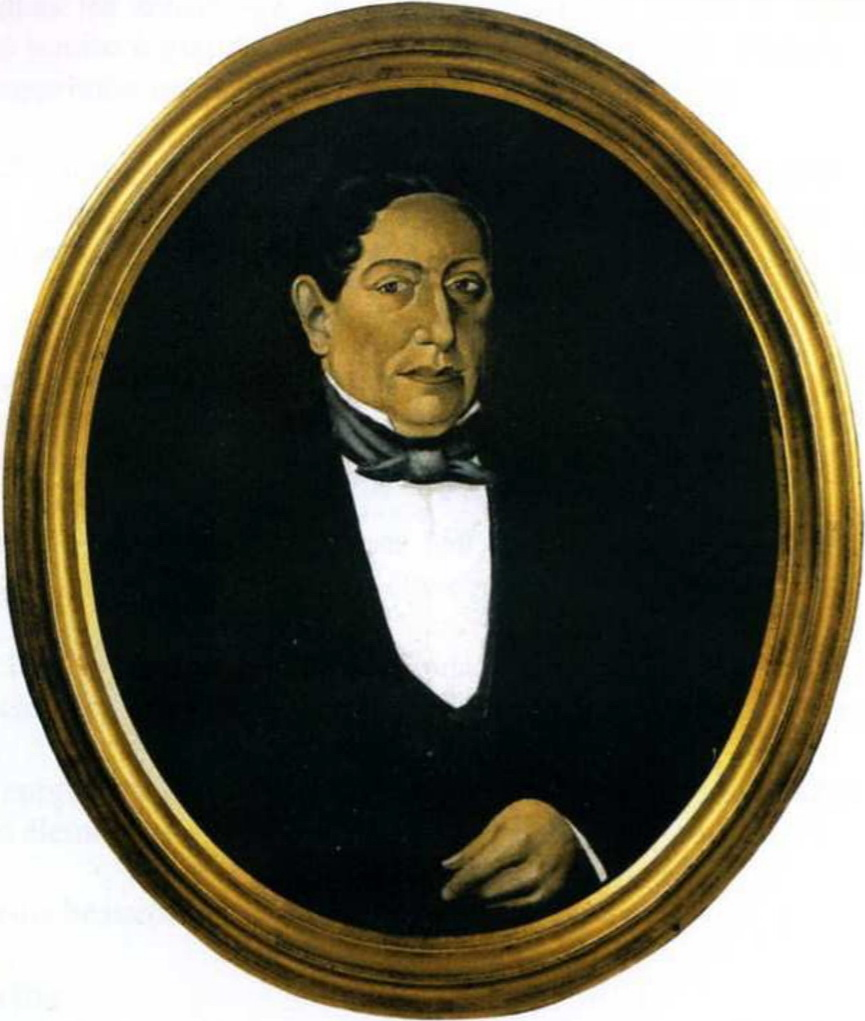
Geschilderd portret van Thomas Regout, onbekende kunstenaar, ca. 1850?

### Grafmonument
Thomas Regout en zijn vrouw Jeannette Ghysen werden begraven op de Algemene Begraafplaats Tongerseweg te Maastricht. Het centrale, Franstalige grafschrift luidt: A la mémoire de Thomas Regout. Industriel. Membre de la fabrique de St. Mathias et du conseil communal de Maestricht décédé le 4 Juillet 1862 à l'age de 57 ans. R.I.P. Aan de zuidzijde bevindt zich het grafschrift van zijn weduwe: A la mémoire de dame Jeannette Ghysen, veuve de monsieur Thomas Regout. Pieusement décédé à Maestricht le 1 Septembre 1894 à l'age de 81 ans et 11 mois.. Aan de noordzijde van het monument staat in het Nederlands vermeld dat Thomas de stichter is van de spijkerfabriek. Dit vermoedelijk later toegevoegde grafschrift is feitelijk onjuist. De fabriek werd opgericht door Petrus Laurentius Regout en J.G. Lambriex. Thomas kwam er kort na de oprichting bij.

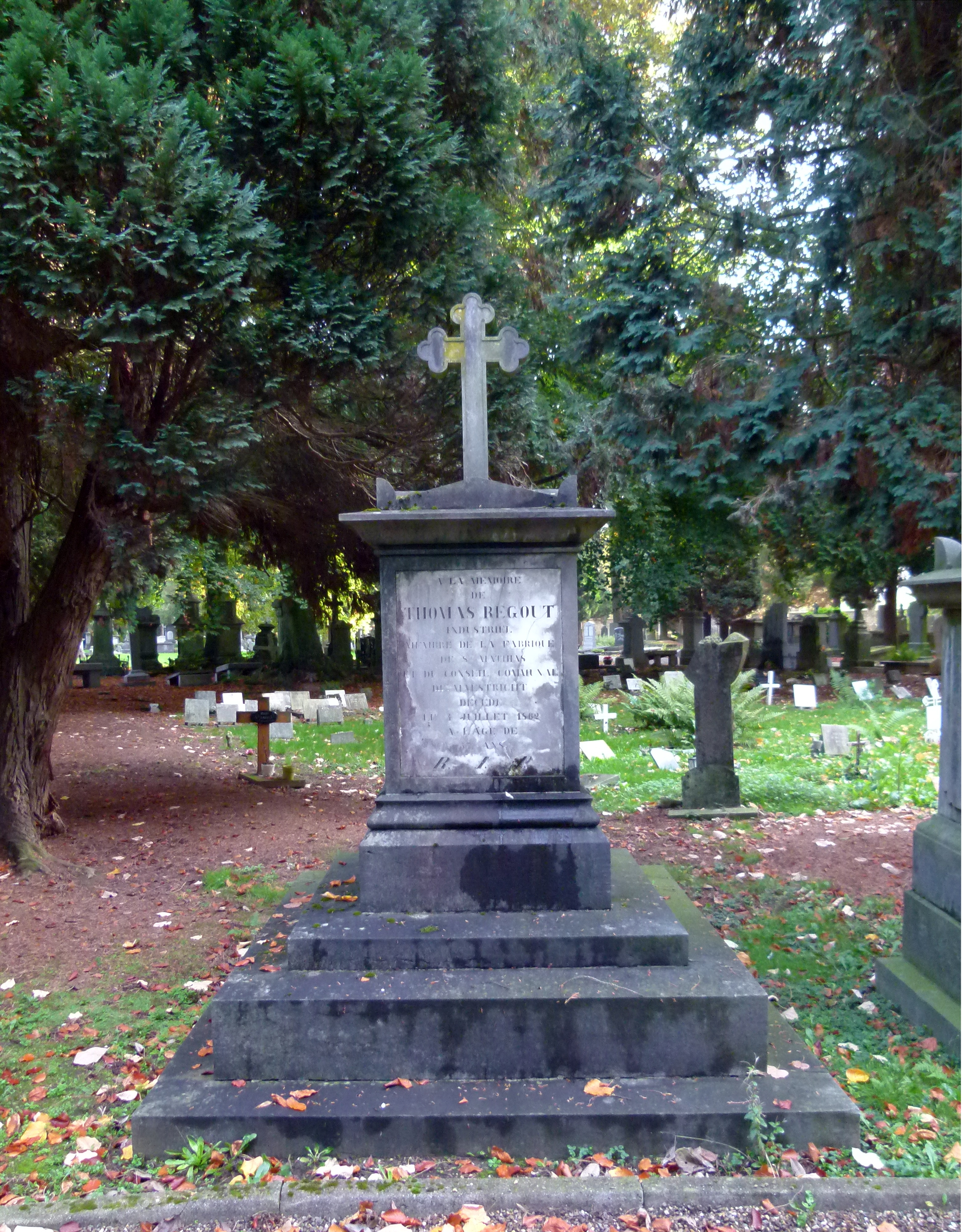
Overzicht grafmonument
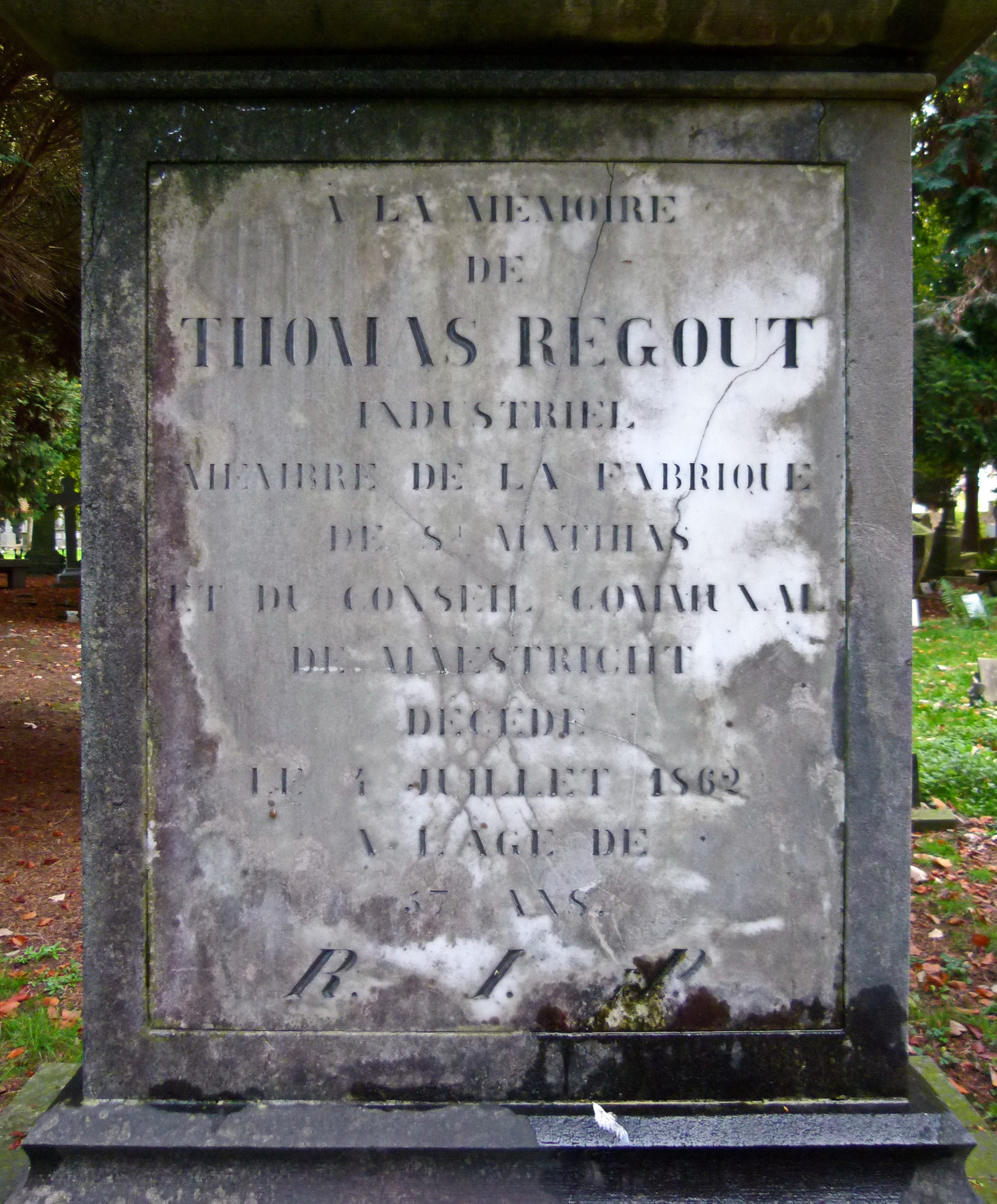
Grafschrift Thomas Regout
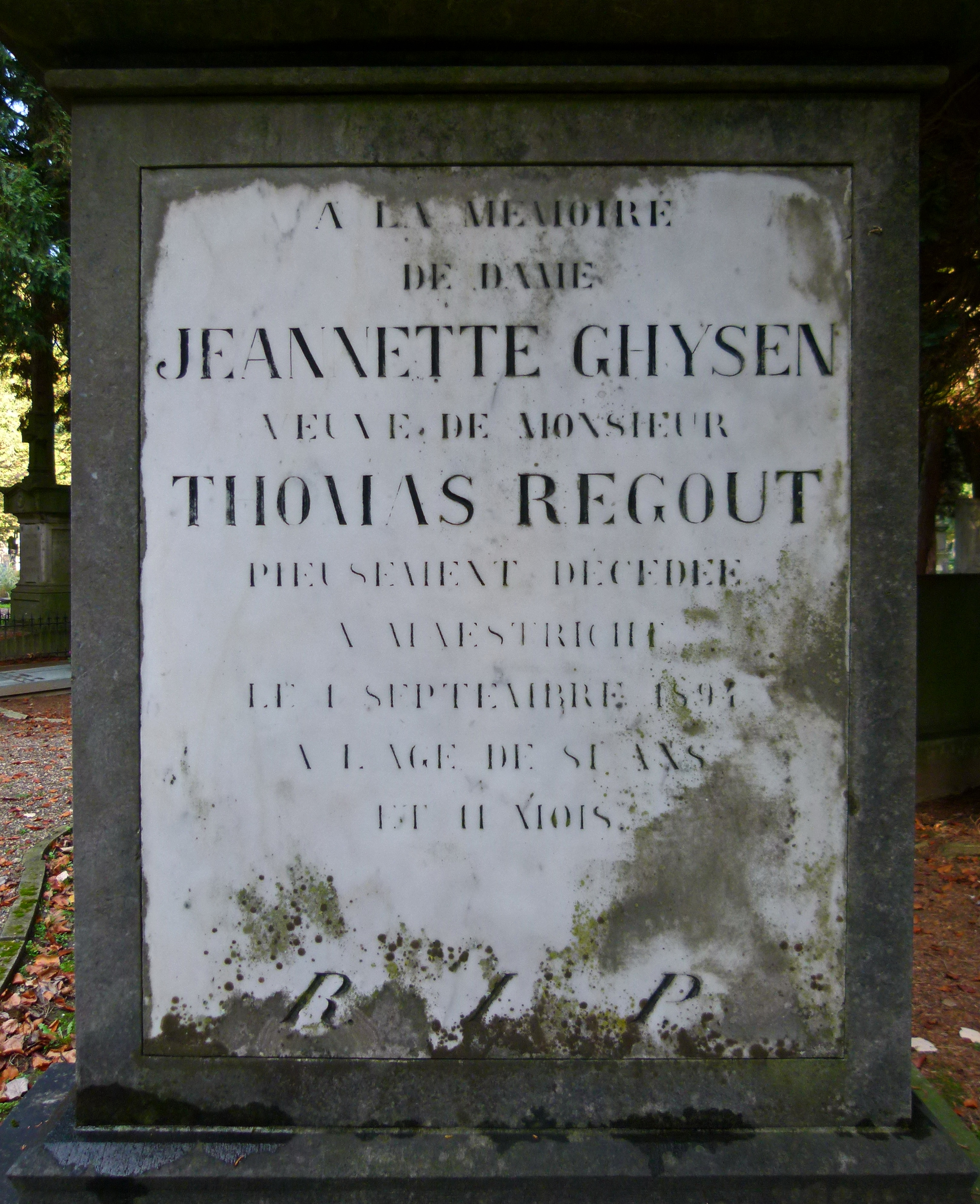
Grafschrift Jeannette Ghysen
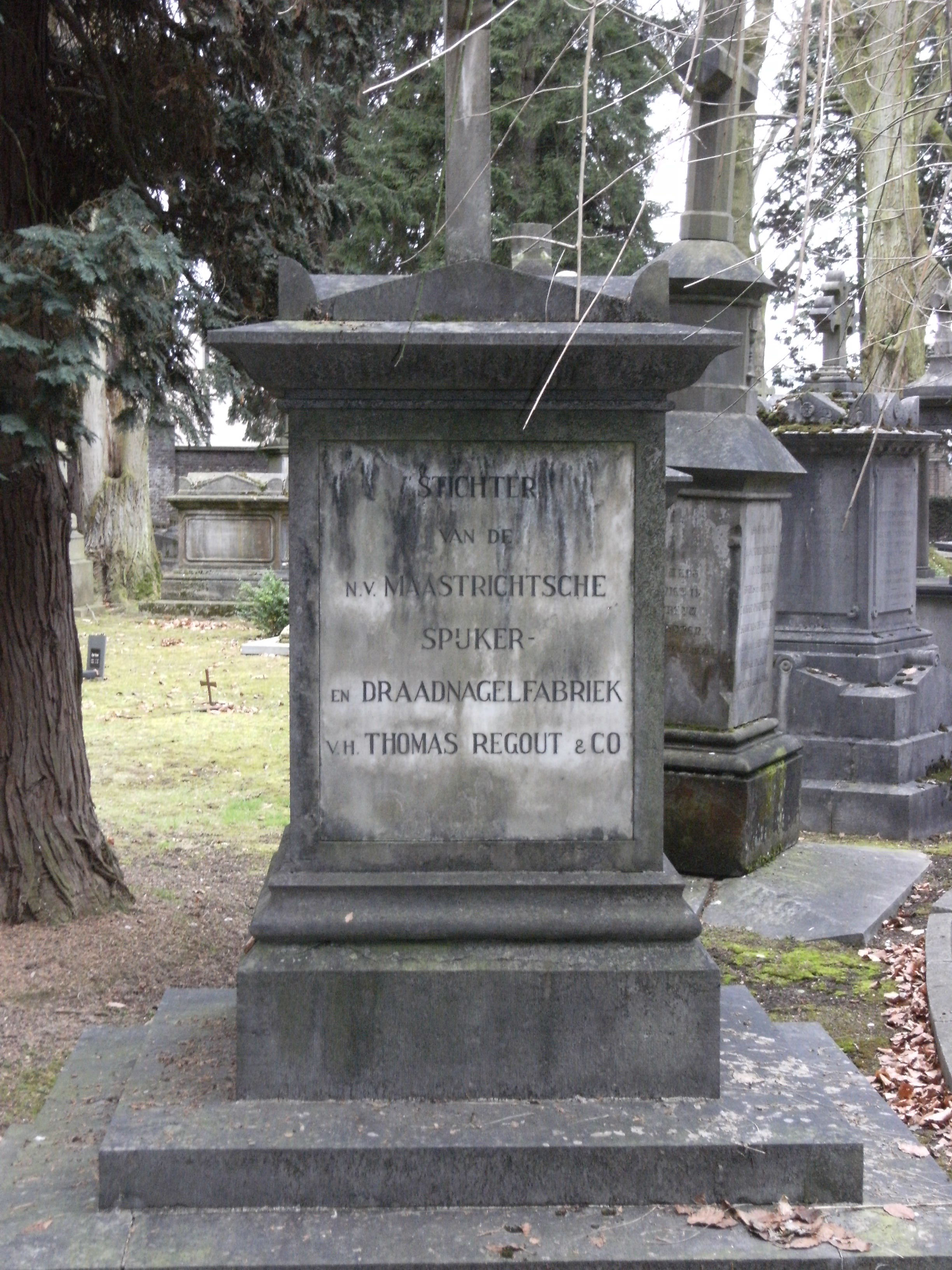
Foutief grafschrift

## Nakomelingschap
Thomas Dominicus Regout trouwde op 12 april 1836 te Maastricht met Catharina Johanna Hubertina ("Jeannette") Ghysen (1812-1894), dochter van Matheus Dominicus Ghysen en Joanna Martina Simons. Het echtpaar kreeg zeven kinderen, vijf dochters en twee zonen.
1. Léonie Marie Hubertine Regout (1837-1906), gehuwd met de ondernemer Eugène Regout (1831-1908), 8 kinderen (+ 3 stiefkinderen), bewoonster villa Wyckerveld
2. Theophile Jean Marie Hubert Regout (1839-1890), ongehuwd, geen kinderen
3. Antoinette Marie Alphonsine Hubertine Regout (1841-1929), gehuwd met Théodore Coenegracht (1839-1886), 2 kinderen
4. Victorine Barbe Marie Henriette Hubertine Regout (1843-1908), gehuwd met de bierbrouwer Henri Rutten (1833-1909), 3 kinderen
5. Caroline Wilhelmine Marie Hubertine Regout (1845-1895), gehuwd met Jérôme Clermont (1832-1888), 3 kinderen
6. Ernestine Regout (1847-1930?)
7. Oscar Pierre Marie Hubert Regout (1849-1895), fabrikant, gehuwd met Gérardine Moubis (1854-1937), 2 kinderen

Van de zonen huwde alleen de jongste, Oscar. Omdat hij twee dochters kreeg, stierf de tak Thomas Regout in 1909 uit. Twee dochters, Léonie en Victorine, trouwden met mannen die een rol in het familiebedrijf zouden spelen: Eugène Regout als directeur; Henri Rutten voornamelijk als geldschieter.